# Green Island (ö i Grenada)
Green Island är en ö i Grenada.   Den ligger i parishen Saint Patrick, i den nordöstra delen av landet, 25 km nordost om huvudstaden Saint George's.